# Balaguier-sur-Rance
Balaguier-sur-Rance (okzitanisch: Balaguièr de Rance) ist ein Ort und eine südfranzösische Gemeinde mit 89 Einwohnern (Stand: 1. Januar 2022) im Département Aveyron in der Region Okzitanien (vor 2016 Midi-Pyrénées). Sie gehört zum Arrondissement Millau und zum Kanton Causses-Rougiers. Die Einwohner werden Balaguiérois genannt.

## Lage
Balaguier-sur-Rance liegt etwa 38 Kilometer ostsüdöstlich von Albi im Südwesten der historischen Provinz Rouergue am Fluss Rance. Umgeben wird Balaguier-sur-Rance von den Nachbargemeinden Plaisance im Norden, Coupiac im Norden und Nordosten, Saint-Sernin-sur-Rance im Osten, Pousthomy im Süden, Miolles im Süden und Westen sowie Curvalle im Westen und Nordwesten.

## Bevölkerungsentwicklung
| Jahr                       | 1962 | 1968 | 1975 | 1982 | 1990 | 1999 | 2006 | 2019 |
| Einwohner                  | 209  | 172  | 150  | 127  | 104  | 100  | 93   | 89   |
| Quellen: Cassini und INSEE |      |      |      |      |      |      |      |      |

## Sehenswürdigkeiten
- Statuenmenhir von Balaguier
- Himmelfahrts-Kirche (Église de l’Assomption)
- Donjon aus dem 15./16. Jahrhundert, Monument historique

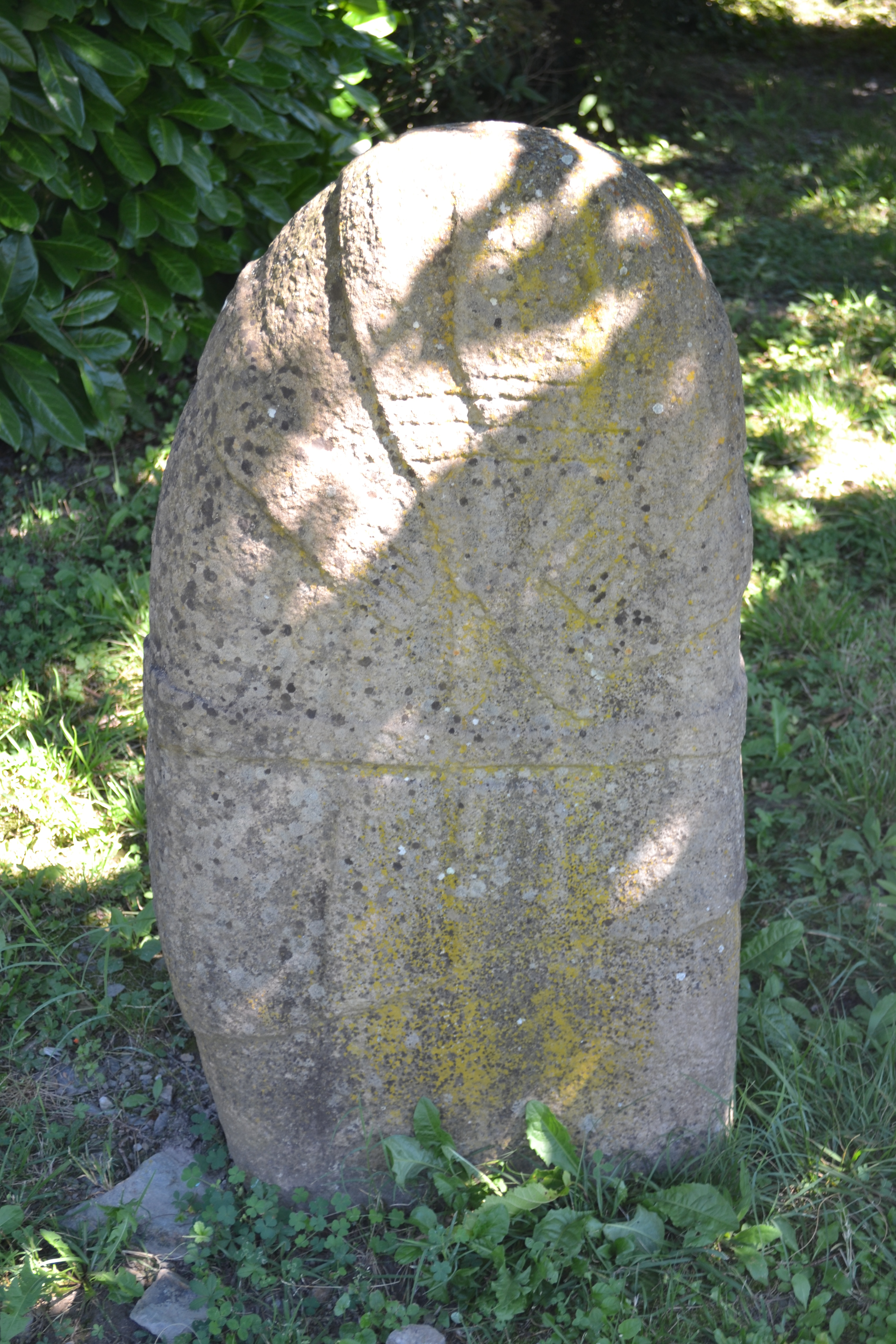
Statuenmenhir von Balaguier
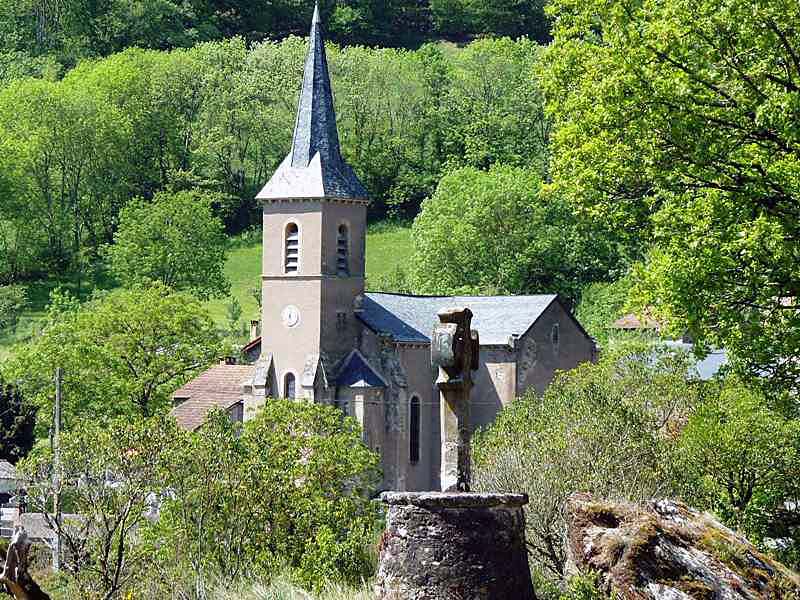
Himmelfahrts-Kirche
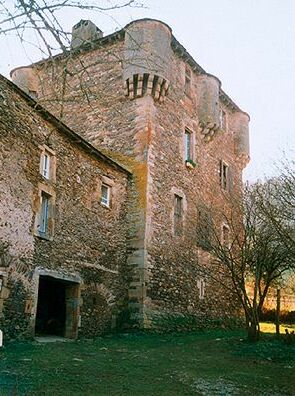
Schloss